# Nephodia subalba
Nephodia subalba là một loài bướm đêm trong họ Geometridae.